# Йоргос Алкеос
Йо́ргос Алке́ос (грец. Γιώργος Αλκαίος, нар. 24 грудня 1971, Афіни, Греція) — популярний грецький співак.
Музична кар'єра Георгіоса Алкеоса почалася в 1989 році, коли він брав участь в грецькому телевізійному реаліті-шоу «Ела Сто Фос» виробництва ERT. Після шоу довгий час працював актором, зокрема грав у «Антигоні» Софокла в театрі давнього Епідавру. Проте згодом повністю присвятив себе музиці. Його перший сингл «Ді Ді» мав величезний успіх. Його пісні характеризується, перш за все поєднанням, класичних грецьких елементів із сучасними поп-музики.
2010 року Георгіос Алкеос представлятиме Грецію на пісенному конкурсі Євробачення разом із гуртом Friends та піснею «OPA». Виступивши у першому півфіналі конкурсу, Георгіос Алкеос вийшов у фінал, де посів 8 місце.
У жовтні 2010 року Йоргос Алкеос оголосив про завершення музичної кар'єрі та намір оселитись на острові Мілос, переїхавши з Афін.

## Дискографія
- 1992: Me ligo trak
- 1993: Koita me
- 1994: Den peirazei
- 1995: Anef logou
- 1996: Entos Eaftou
- 1997: En Psychro
- 1998: Ichi siopis
- 1999: Ta dika mou tragoudia (the best of 92-99)
- 1999: Sirmatoplegma
- 2000: Pro ton pylon
- 2001: Oxygono
- 2002: Karma
- 2002: Ta tragoudia mou (the best)
- 2003: Kommatio psychis
- 2004: Special edition
- 2005: Live tour
- 2006: Nychtes apo fos
- 2007: Eleytheros
- 2009: Ta dika mas paramythi